# Rubun Dunia
Rubun Dunia is een bestuurslaag in het regentschap Serdang Bedagai van de provincie Noord-Sumatra, Indonesië. Rubun Dunia telt 303 inwoners (volkstelling 2010).